# Вооружённые силы Белиза

Флаг вооружённых сил Белиза

Вооружённые си́лы Бели́за (англ. Belize Defence Force) — военная организация Белиза, предназначенная для обороны страны, защиты свободы и независимости государства, одно из важнейших орудий политической власти.

## История
Белиз длительное время был колонией Британской империи, административным центром которой являлся портовый город Белиз (здесь был построен форт Сент-Джордж, в котором находился английский гарнизон).
После начала второй мировой войны связь колонии с метрополией оказалась осложнена, и в 1942 году здесь было создано военизированное подразделение территориальной обороны "British Honduras Home Guard". В 1943 году оно было реорганизовано и получило новое наименование - "British Honduras Volunteer Guard".
Даже после предоставления самоуправления в 1964 году, вопросы обороны и поддержания внутреннего порядка на этой территории остались в компетенции губернатора (назначаемого правящим монархом Великобритании). На переговорах в Лондоне в июле 1981 года было заключено соглашение о сроках предоставления независимости Белиза, об обеспечении Великобританией вопросов внешней политики Белиза, а также о безопасности будущего независимого государства (для чего Великобритания получила право оставить военный контингент на территории Белиза на неопределённый срок). Независимость Белиза была объявлена 21 сентября 1981 года, но контингент вооружённых сил Великобритании оставался здесь и в дальнейшем (и хотя после окончания "холодной войны" и официального признания правительством Гватемалы независимости Белиза основная часть британских войск была выведена из Белиза в 1994 году, в стране осталась военная миссия - "British Army Training and Support Unit Belize").
В 1983 году было создано авиационное подразделение Белиза (которое базируется в международном аэропорту в Ледивилле, округ Белиз).
В 1996 году для авиационного подразделения Белиза был куплен учебно-тренировочный самолёт "Slingsby T-67 Firefly".
В 2005 году подразделение морской охраны Белиза было реорганизовано при помощи специалистов береговой охраны США и 28 ноября 2005 года получило новое название - береговая охрана Белиза.
3 июня 2013 года правительство Белиза подписало Международный договор о торговле оружием (вступивший в силу после ратификации - 17 августа 2015).
В 2013 году Португалия передала Белизу три небронированных патрульных автомашины.
В 2015 году правительство Тайваня приняло решение подарить два снятых с вооружения транспортных вертолёта UH-1H авиационному подразделению Белиза, они прибыли в страну в разобранном состоянии (в транспортных контейнерах), 18 апреля 2016 - были собраны и получили новые регистрационные номера. 27 апреля 2016 года они были официально переданы и зачислены в вооружённые силы Белиза. 27 февраля 2020 года один из этих вертолётов разбился (погибли 4 военнослужащих).
После ухудшения обстановки на Гаити в сентябре 2023 года, правительство Белиза предложило отправить в состав миротворческих сил ООН на Гаити подразделение численностью до 50 человек - если Белиз получит финансовую помощь и после того, как Совет Безопасности ООН официально утвердит проведение этой операции.
| Вооружённые силы Белиза                                         | Вооружённые силы Белиза |
| --------------------------------------------------------------- | --- |
| Призывной возраст и порядок комплектования:                     | Вооружённые силы Белиза комплектуются исключительно на добровольной контрактной основе, лицами мужского пола достигшими 18-ти лет. Закон позволяет призывать на службу в армию только в случае недостатка добровольцев. Призыв на военную службу ещё никогда не осуществлялся; добровольцев больше, чем вакансий (в соотношении 3:1). |
| Человеческие ресурсы, доступные для воинской службы:            | мужчины в возрасте 16-49: 81 284 женщины в возрасте 16-49: 79 185 (2010 оценочно) |
| Человеческие ресурсы, пригодные для воинской службы:            | мужчины в возрасте 16-49: 59 431 женщины в возрасте 16-49: 57 221 (2010 оценочно) |
| Человеческие ресурсы, ежегодно достигающие призывного возраста: | мужчины: 3723 женщины: 3584 (2010 оценочно) |

## Современное состояние

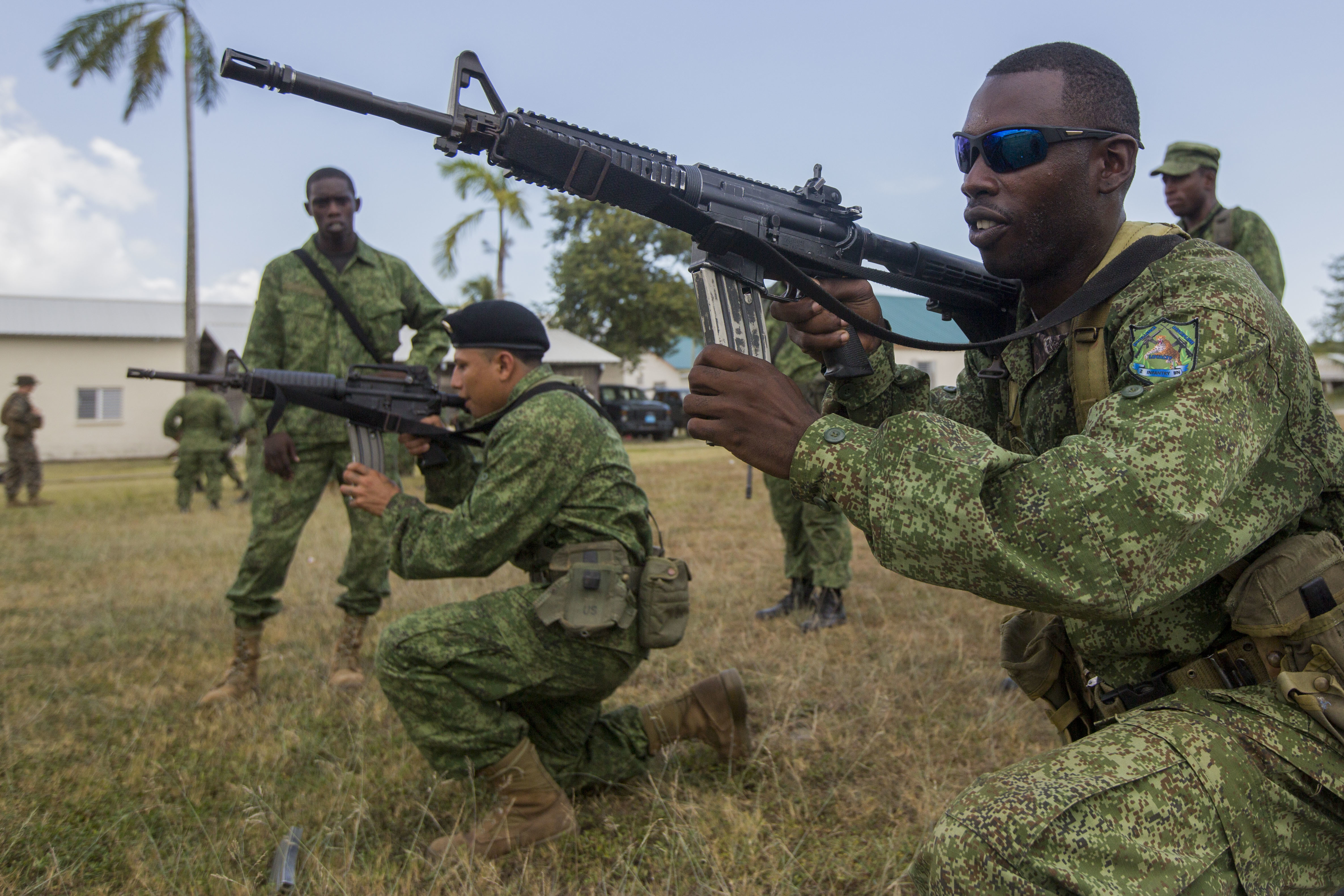
армейское подразделение Белиза на учениях (25 августа 2015)

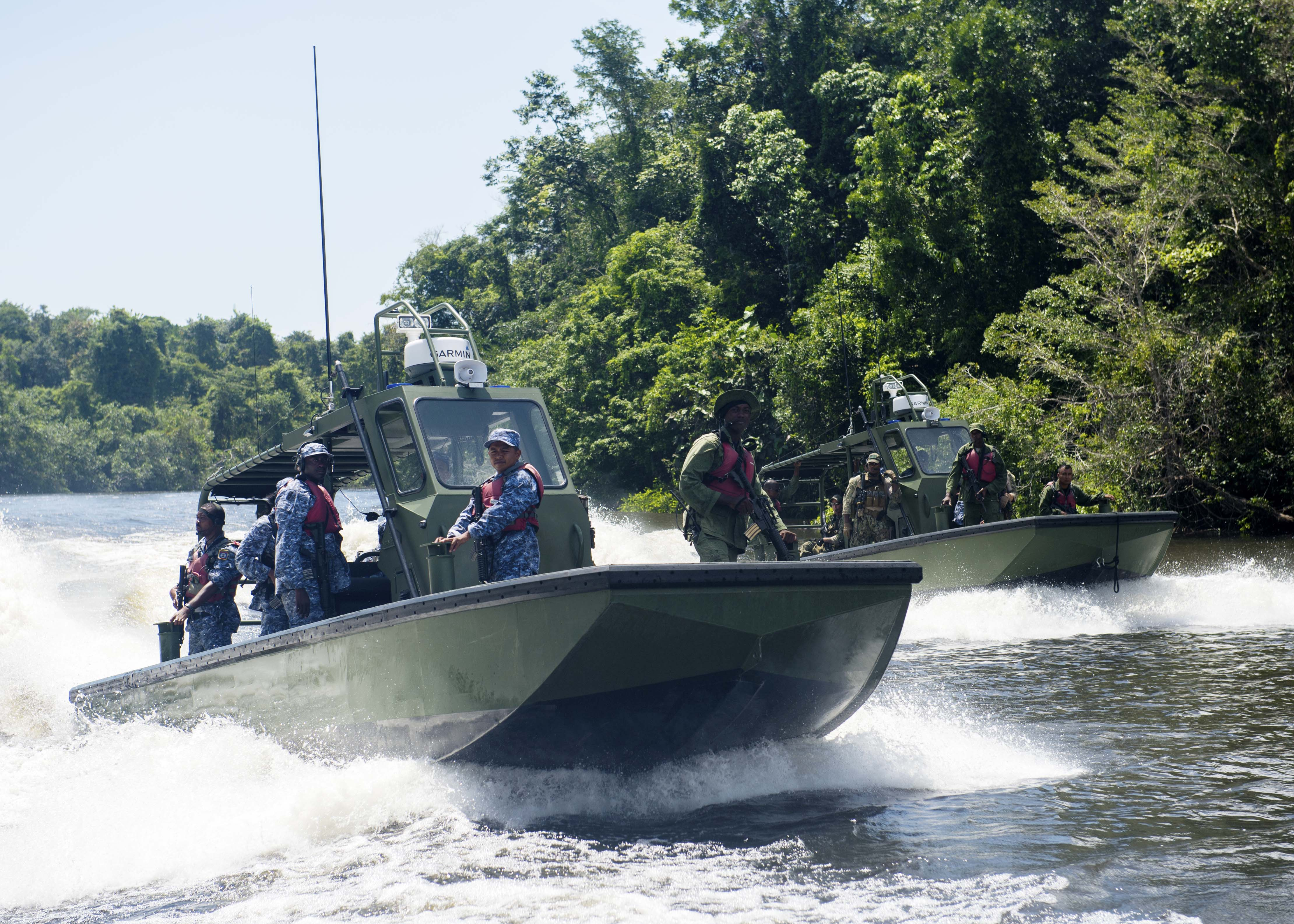
подразделение береговой охраны Белиза на учениях (30 июня 2014)

По состоянию на начало 2022 года, общая численность вооружённых сил составляла 1,5 тыс. человек, других военизированных формирований - ещё 550 человек, численность резервистов составляла 700 человек; комплектование войск производилось на добровольной основе.
- сухопутные войска: 1,5 тыс. человек (два пехотных батальона, группа обеспечения, три роты резерва), шесть 81-мм миномётов и несколько 84-мм безоткатных орудий «Carl Gustaf»[1].
- авиационное подразделение: входит в состав сухопутных войск, имеет два транспортных самолёта (один BN-2B и один «Cessna 182»), один учебный самолёт Т-67-200 и три транспортных вертолёта (два UH-1H и один «Bell 407»)[1]
- береговая охрана (50 человек и несколько моторных лодок)